# Орден Звитяги (Камерун)
Орден Звитяги (фр. Ordre de la Valeur) — найвища державна нагорода Камеруну.

## Історія
Орден Звитяги був заснований в 1957 для заохочення громадян за заслуги перед державою.
Оскільки орден Звитяги є найвищою державною нагородою, то ступінь Великої стрічки вручається главам іноземних держав відповідно до дипломатичного протоколу на знак дружби між країнами.
У 1961 та 1972 роках було проведено реформу ордену.
30 листопада 1972 року було ухвалено закон № 72/24, який регулює нагородну систему Камеруну, у тому числі:
- орден Звитяги
- орден Камерунських заслуг
- орден Сільськогосподарських заслуг
- орден Спортивних заслуг

## Ступені
Орден має сім ступенів.
Знак ордену є золотою п'ятикутною зіркою білої емалі з кульками на кінцях, в які вставлені поліровані рубіни. У центрі золотий медальйон з облямівкою, у якому зображено трикутник вершиною вгору, супроводжуваний з обох боків двома п'ятикутними зірками (з 1972 року зірка одна, над вершиною трикутника), у яких також вставлені поліровані рубіни. Під трикутником рік: спочатку «1957», надалі змінений на «1961» і «1972». На облямівці вгорі — напис: спочатку «ETAT DU CAMEROUN», який надалі змінювався відповідно до змін офіційного іменування держави; внизу — крапка.
Реверс знака матований з медальйоном в центрі. У медальйоні контур карти Камеруну. На облямівці розміщено державний девіз французькою мовою: «PAIX • TRAVAIL • PATRIE».
Знак за допомогою перехідної ланки у вигляді золотого вінка, що складається з двох оливкових гілок з плодами, кріпиться до орденської стрічки.
Зірка ордена п'ятикутна, що складається з промінців, що мають вигляд двогранних променів, і що складаються з безлічі кульок. На зірку накладено знак ордену.
Стрічка ордену до 1972 — з трьох рівновеликих смуг кольорів державного прапора, з 1972 — червона.